# Kukohou
Kukohou (Kukohoa) bio je „kralj” (Aliʻi Nui) otoka Havaji na drevnim Havajima. Spomenut je u drevnim pojanjima kao član dinastije Pili.
Moguće je da je bio sin kralja Pilikaʻaieje s Tahitija. Druga je mogućnost da su mu roditelji bili Loʻe i njegova supruga Hinamaileliʻi. 
Žena Kukohoua je bila Hineuki, koja je opisana kao kći nekog južnog poglavice. Ona je Kukohouu rodila sina Kaniuhua, koji je bio otac slavnog kralja Kanipahua.
Kukohoua spominju David Malo i Abraham Fornander u svojim knjigama.